# Germaine Dulac
Germaine Dulac, geboren als Charlotte Elisabeth Germaine Saisset-Schneider (Amiens, 17 november 1882 – Parijs, 20 juli 1942), was een Franse avant-garde filmmaker, filmtheoreticus, journalist en criticus. Ze richtte een filmbedrijf op en schreef en regisseerde films. Ze is tegenwoordig vooral bekend om haar impressionistische film La Souriante Madame Beudet (1922/23) en haar surrealistische experimentele film La Coquille et le Clergyman (1928). Haar carrière als filmmaker leed onder de introductie van geluidsfilm en ze werkte vanaf 1930 vooral aan de productie van bioscoopjournaals.

## Biografie
Germaine Dulac werd geboren in Amiens, Frankrijk, als dochter van een militaire carrièreofficier. Omdat de baan van haar vader vereiste dat het gezin vaak tussen kleine garnizoenssteden moest verhuizen, werd Germaine naar haar grootmoeder in Parijs gestuurd. Ze raakte al snel geïnteresseerd in kunst en studeerde muziek, schilderkunst en theater. Na de dood van haar ouders verhuisde Dulac naar Parijs en combineerde haar groeiende interesse in socialisme en feminisme met een carrière in de journalistiek. In 1905 trouwde ze met Louis-Albert Dulac, een landbouwingenieur. Vanaf 1909 begon ze te schrijven voor La Française, een feministisch tijdschrift onder redactie van Jane Misme, waar ze uiteindelijk recensent werd. Dulac vond ook tijd om te werken voor de redactie van La Fronde, een radicaal feministisch tijdschrift van die tijd. Ze begon ook te experimenteren in fotografie, en vervolgens in cinema. In 1920 ging ze scheiden van haar echtgenoot. Vanaf 1920 tot aan haar dood werd ze bijgestaan door haar partner Marie-Anne Colson-Malleville.

Na haar lange en invloedrijke filmcarrière werd Dulac de president van de Fédération des ciné-clubs, een groep die het werk van nieuwe jonge filmmakers, zoals Joris Ivens en Jean Vigo promootte en presenteerde. Dulac gaf ook filmcursussen aan de École Technique de Photographie et de Cinématographie aan de rue de Vaugirard. Volgens Charles Ford had de Franse pers veel moeite met haar controversiële persoon, zelfs bij het drukken van haar overlijdensbericht in 1942: 
 Gehinderd door de non-conformistische ideeën van Dulac, verstoord door haar onzuivere afkomst, hadden de censoren het artikel geweigerd dat, na krachtig protest van de hoofdredacteur van het tijdschrift, drie weken te laat verscheen. Zelfs dood, Germaine Dulac leek nog steeds gevaarlijk. . . 

## Carrière
Van 1900 tot 1913 schreef Dulac voor het feministische tijdschrift La Fronde. Hiervoor interviewde ze tal van gevestigde vrouwen in Frankrijk met de bedoeling de rol van vrouwen in de Franse samenleving en politiek te versterken.

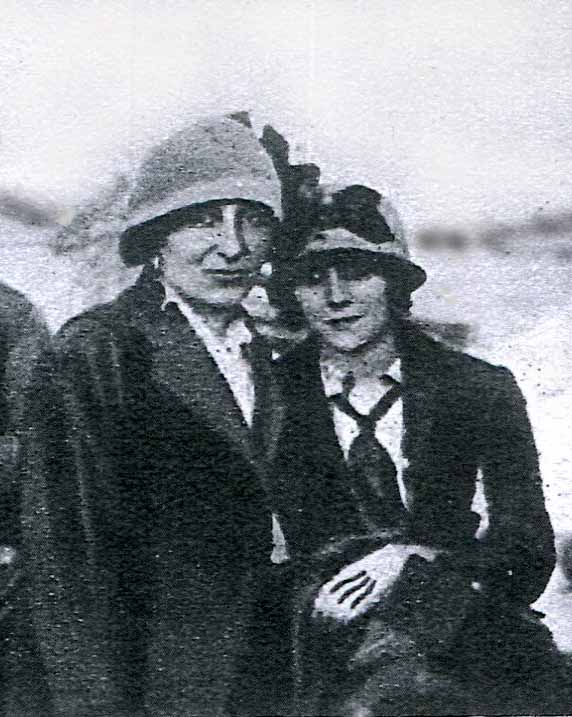
Germaine Dulac en Stacia Napierkowska

Dulac raakte in 1914 geïnteresseerd in films via haar vriendin, actrice Stacia Napierkowska. De twee vrouwen hadden waarschijnlijk een geheime relatie en reisden kort voor de Eerste Wereldoorlog samen naar Italië; Napierkowska zou optreden in een productie van Film d'Art, en Dulac leerde tijdens die reis de fundamenten van het medium.
Al snel na haar terugkeer, in Frankrijk besloot ze een filmbedrijf te starten. Dit bedrijf heette eerst 'Krishna', later 'Delia' en uiteindelijk DH Films, toen ze de krachten bundelde met haar scenarioschrijver en eerste minnaar Irène Hillel-Erlanger. Het bedrijf produceerde tussen 1915 en 1920 verschillende films, allemaal geregisseerd door Dulac en geschreven door Hillel-Erlanger. Hieronder vallen haar eerste film Les Sœurs ennemies (1915/16), Vénus victrix, ou Dans l'ouragan de la vie (1917), Géo, le mystérieux ( ou La vraie richesse, 1916) en anderen. DH Films stortte ineen toen Hillel-Erlanger overleed in 1920.
Dulac's eerste grote succes was Âmes de fous (1918), een serieel melodrama geschreven door Dulac zelf. In de hoofdrol zien we de actrice Ève Francis, die Dulac voorstelde aan haar toenmalige vriend (latere echtgenoot) Louis Delluc, ook filmmaker en criticus. Van deze film zijn slechts enkele fragmenten teruggevonden en voor het eerst vertoond in 2018. Iets later werkten Dulac en Delluc samen aan La Fête espagnole (1920), met alweer Francis in de hoofdrol. Deze film werd uitgeroepen tot een van de meest invloedrijke films van het decennium en gold als een van de belangrijkste Frans impressionistische films. Er zijn tegenwoordig echter maar een paar fragmenten uit deze film overgebleven. Dulac en Delluc werkten verder samen aan een aantal films.
Al vanaf het begin tot eind jaren twintig contrasteerde Dulac vaak de moderniteit van de Franse hoofdstad met het provinciale karakter van het landelijke Frankrijk; dit zou ook een veel voorkomende tweedeling in haar films worden.
In 1921 schreef Dulac over een ontmoeting met D.W. Griffith in een artikel dat ze schreef met de titel "Chez D.W. Griffith." Hierin ging ze op in twee populaire thema's die in veel van haar films voorkomen:
- Autonomie voor de cinema als zelfstandige kunstvorm, vrij van invloeden van schilderkunst en literatuur.
- Het belang van de filmmaker als een individuele artistieke en creatieve kracht.

Ze vervolgde haar carrière in het maken van films en produceerde zowel eenvoudige commerciële films als complexe pre- surrealistische verhalen zoals twee van haar beroemdste werken: La Souriante Madame Beudet (1922/23) en La Coquille et le Clergyman (1928). Beide films werden uitgebracht vóór het baanbrekende Un Chien Andalou (1929). La Coquille et le Clergyman, waarvoor de scenario was geschreven door Antonin Artaud, wordt soms genoemd als de eerste surrealistische film; hoewel sommige geleerden, zoals Ephraim Katz, beschouwen Dulac in de eerste plaats als een impressionistische filmmaker. La Souriante Madame Beudet wordt tegenwoordig gezien als een belangrijke feministische werk, waarbij de 'female gaze' wordt gebruikt om de vrouwelijke standpunten duidelijk te maken, zoals b.v. te laten merken dat Mme Beudet walgt van het gezicht van haar echtgenoot. Ook belangrijk in haar oeuvre zijn een aantal experimentele korte films op basis van muziek, o.a.: Disque (s) 957 (1928/29; gebaseerd op Chopin ) en Thème et variaties (1928/29;).
Dulac's doel van " pure cinema " en enkele van haar werken inspireerden de Franse beweging van de 'Cinema pur'. Dulac werd ook geprezen door De Nederlandsche Filmliga; er was zelfs correspondentie tussen haar en Menno ter Braak.
Haar lezingen over film, van de periode 1925-1939 zijn gevonden in de nalatenschap van haar partner Marie-Anne Colson-Malleville, die deze had gebundeld en van noten voorzien. Deze teksten zijn in 2019 voor het eerst verschenen in een tweetalige editie, onder de titel Qu'est ce que le cinéma? (What is cinema?).

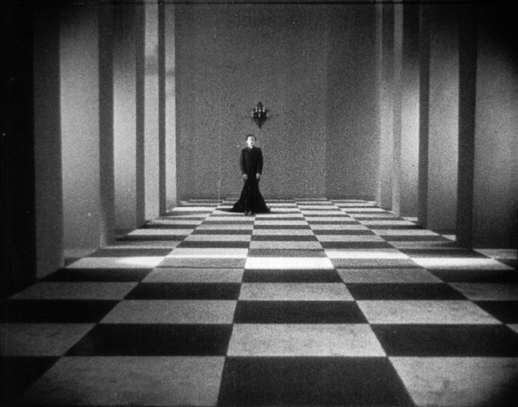
La coquille et le clergyman (1928)

Met de komst van geluidsfilm veranderde de carrière van Dulac. Vanaf ongeveer 1930 keerde ze terug naar het commerciële werk en produceerde ze bioscoopjournaals voor Pathé en later voor Gaumont. Vanaf 1933 was ze mededirecteur van de Actualités Gaumont.

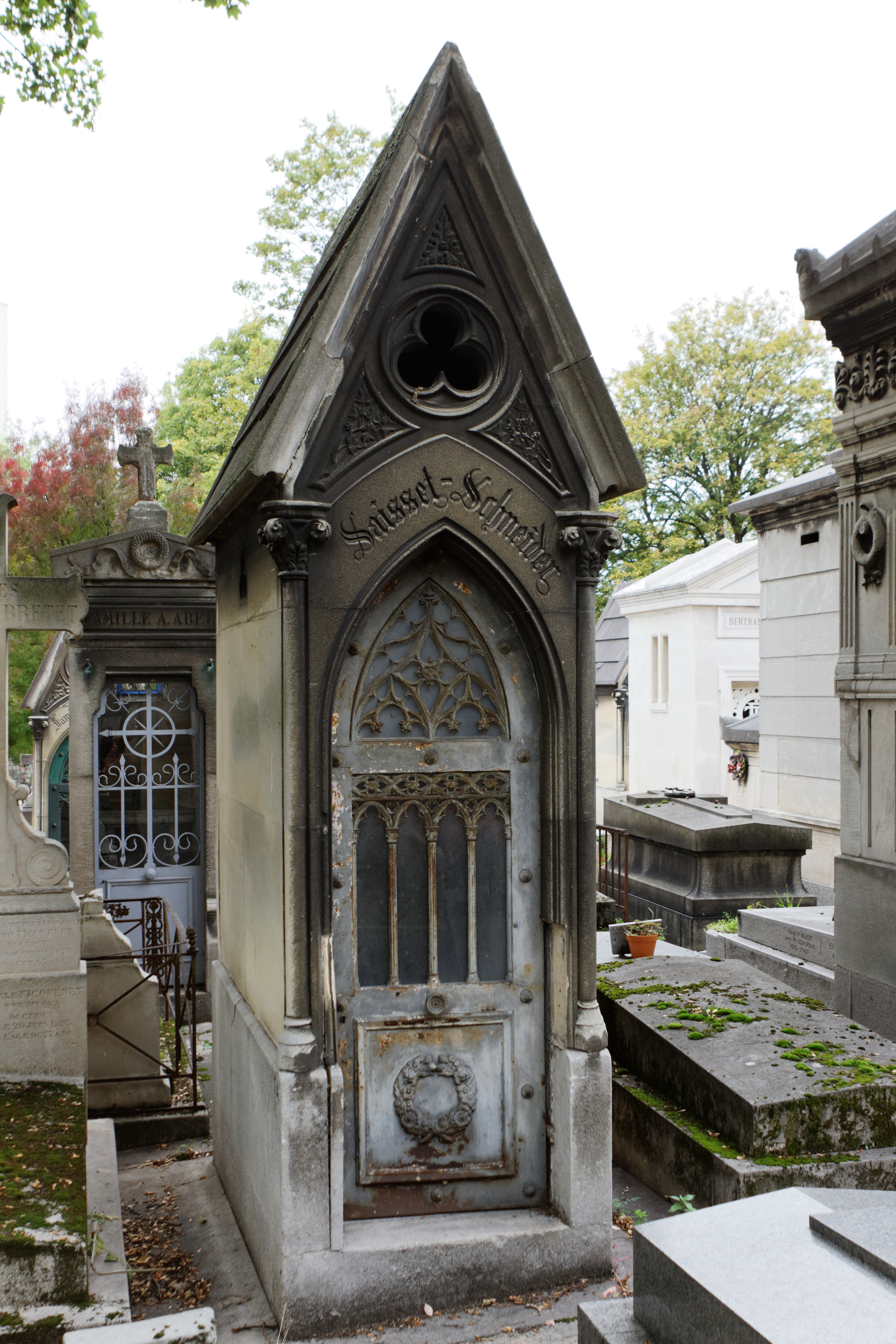
Graf van Germaine DULAC in Père-Lachaise, Parijs. Met daarop het bijschijft "Germaine DULACnée SAISSET-SCHNEIDER 1882-1942, officier de la légion d'honneur, cinéaste, metteur en scène".

Ze stierf op 20 juli 1942 in Parijs.

## Filmografie
De exacte chronologie van het oeuvre van Germaine Dulac is nog niet vastgesteld.
| Year | Film                                          | Credits                      |
| ---- | --------------------------------------------- | ---------------------------- |
| 1915 | Les Sœurs ennemies                            | Regie                        |
| 1917 | Géo, le mystérieux                            | Regie                        |
| 1917 | Venus victrix                                 | Regie                        |
| 1918 | Âmes de fous                                  | Regie en scenario            |
| 1918 | La Jeune Fille la plus méritante de France    | Regie                        |
| 1919 | Le Bonheur des autres                         | Regie                        |
| 1919 | La Cigarette                                  | Regie                        |
| 1920 | La Fête espagnole                             | Regie                        |
| 1920 | Malencontre                                   | Regie                        |
| 1921 | La Belle Dame sans merci                      | Regie                        |
| 1922 | La Mort du soleil                             | Regie                        |
| 1922 | Werther                                       | Regie                        |
| 1923 | Gossette                                      | Regie                        |
| 1923 | La Souriante Madame Beudet                    | Regie en scenario            |
| 1924 | Âme d'artiste                                 | Regie en scenario            |
| 1924 | Le Diable dans la ville                       | Regie                        |
| 1925 | Le Réveil                                     | Regie                        |
| 1926 | La Folie des vaillants                        | Regie                        |
| 1927 | Antoinette Sabrier                            | Regie en scenario            |
| 1927 | Le Cinéma au service de l'histoire            | Regie                        |
| 1927 | L'Invitation au voyage                        | Regie en scenario            |
| 1928 | <i id="mwAQ4">La Coquille et le Clergyman</i> | Regie, scenario en productie |
| 1928 | Danses espagnoles                             | Regie                        |
| 1928 | Disque 957                                    | Regie                        |
| 1928 | La Germination d'un haricot                   | Regie                        |
| 1928 | Mon Paris                                     | Supervisie                   |
| 1928 | Princesse Mandane                             | Regie                        |
| 1928 | Thèmes et variations                          | Regie                        |
| 1929 | Étude cinégraphique sur une arabesque         | Regie                        |
| 1930 | Autrefois, aujourd'hui                        | Regie                        |
| 1930 | Celles qui s'en font                          | Regie                        |
| 1930 | Ceux qui ne s'en font pas                     | Regie                        |
| 1930 | Jour de fête                                  | Regie                        |
| 1930 | Un peu de rêve sur le faubourg                | Regie                        |
| 1932 | Le Picador                                    | Supervisie                   |
| 1934 | Je n'ai plus rien                             | Regie                        |
| 1935 | Le Retour à la vie                            | Regie                        |

## Verder lezen
- Dozoretz, Wendy (1982). Germaine Dulac: Filmmaker, polemist, theoreticus. Diss., New York University
- Ford, Charles. Germaine Dulac: 1882 - 1942, Parijs: Avant-Scène du Cinéma, 1968 (serie: Anthologie du cinéma; 31)
- Katz, Ephraim, Fred Klein, Ronald Dean Nolan (2005). The Film Encyclopedia (5e editie). New York: HarperPerennial. ISBN 0-06-074214-3
- Williams, Tami (2014). Germaine Dulac: A Cinema of Sensations. University of Illinois Press. ISBN 978-0-252-07997-9
- Foster, Gwendolyn Audrey (1995). Women Film Directors: an international bio-critical Dictionary[20]